# St. Johannes der Täufer (Hutschdorf)

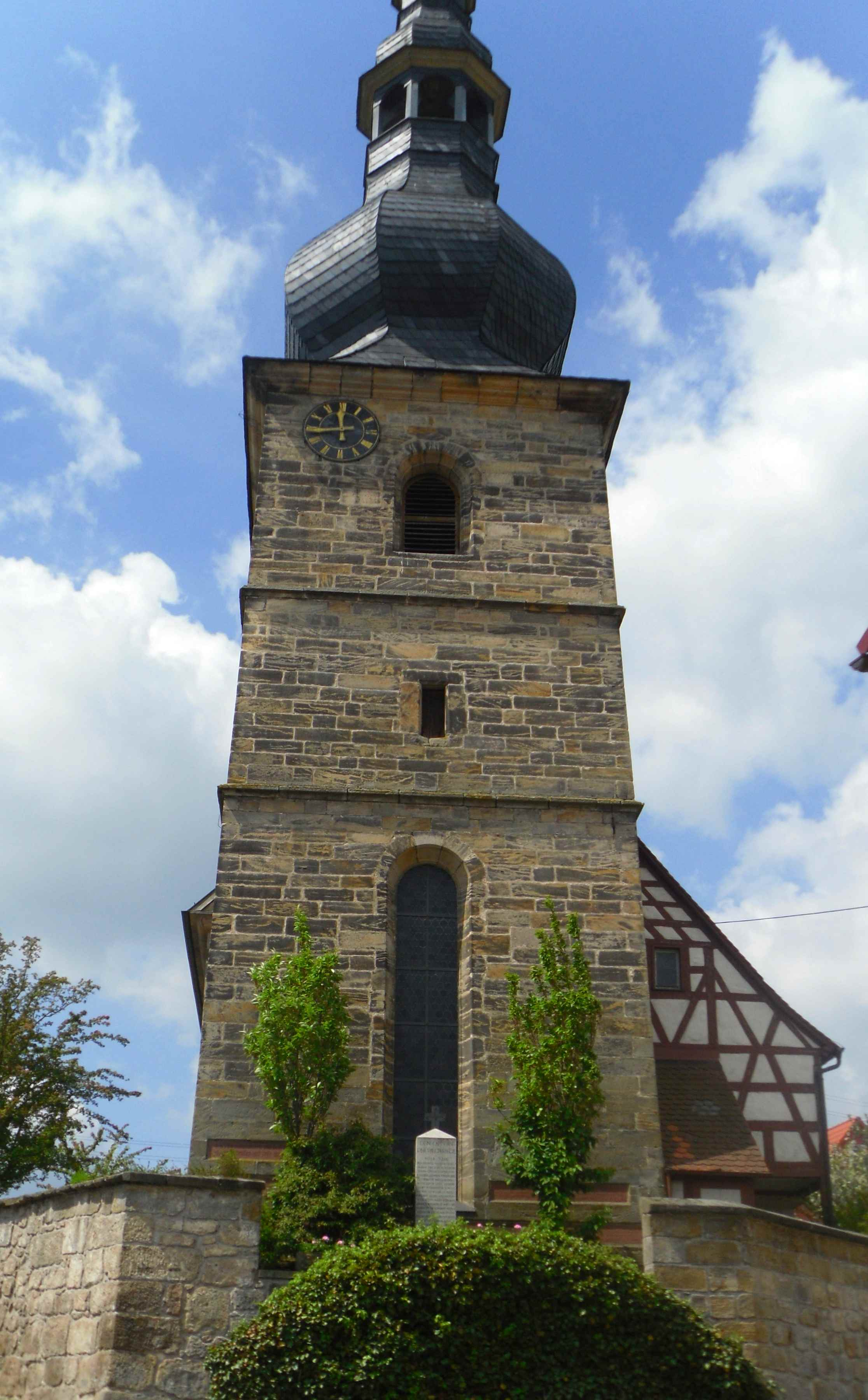
St. Johannes der Täufer (Hutschdorf)

Die evangelische Pfarrkirche St. Johannes der Täufer steht in Hutschdorf, einem Gemeindeteil der Marktes Thurnau im oberfränkischen Landkreis Kulmbach in Bayern. Der Chorturm des denkmalgeschützten Bauwerks entstand im 16. Jahrhundert. Die Kirche gehört zur Pfarrei Hutschdorf/Langenstadt im Evangelisch-Lutherischen Dekanat Thurnau im Kirchenkreis Bayreuth der Evangelisch-Lutherischen Kirche in Bayern.

## Beschreibung
Der Chorturm der im Markgrafenstil gebauten Saalkirche stammt aus der zweiten Hälfte des 16. Jahrhunderts. Das Langhaus wurde 1729 nach Westen angebaut und der Chorturm mit einer schiefergedeckten Welschen Haube bedeckt. Der Chor, d. h. das Erdgeschoss des Chorturms, ist mit einem Tonnengewölbe überspannt. Das Langhaus hat an den Längsseiten dreigeschossige Emporen. Die Orgel steht auf der oberen, der zweigeschossigen Empore im Westen, dem um 1725 gebauten Kanzelaltar gegenüber. Auf der unteren Empore befindet sich die Patronatsloge.